# Elnathan John
Elnathan John, né en 1982 à Kaduna, est un écrivain nigérian.

## Biographie
Elnathan John est né dans une famille chrétienne, mais originaire de Kaduna, ville à majorité musulmane qui le mit en contact très jeune avec l'Islam. Il a étudié le droit à l'université Ahmadu Bello de Zaria et vit désormais à Abuja, où il écrit pour le Sunday Trust.
En 2013, sa nouvelle "Bayan Layi", publiée dans Per Contra, a été sélectionnée pour le prix Caine. Sa nouvelle "Flying" est retenue à nouveau en 2015. 
Son premier roman, Born on a Tuesday, est publié par Cassava Republic (Royaume-Uni) et Grove Atlantic (États-Unis) en 2016. Il est choisi pour le prix de littérature NLNG, le plus important prix littéraire nigérian, est sélectionné pour le Prix Republic of Consciousness 2017, et sa traduction en français, Né un mardi, reçoit en 2019 le Prix Les Afriques.